# Nephtys impressa
Nephtys impressa är en ringmaskart som beskrevs av Baird 1873. Nephtys impressa ingår i släktet Nephtys och familjen Nephtyidae. Inga underarter finns listade i Catalogue of Life.